# Linda Bassett
Linda Bassett (* 4. Februar 1950 in Pluckley, Kent) ist eine britische Schauspielerin.

## Leben und Karriere
Bassett war in den 1970er-Jahren Platzanweiserin am Old Vic Theatre und wirkte als Schauspielerin an regionalen Theaterproduktionen mit. Ihre Mitwirkung an der Uraufführung von Caryl Churchills Theaterstück Softcops and Fen in London brachte ihr im Jahr 1983 erste Aufmerksamkeit. Inzwischen ist Bassett an renommierten Schauspielhäusern wie dem Royal Court Theatre und dem National Theatre aufgetreten.
Ihr Filmdebüt gab sie 1987 in der Rolle der Schriftstellerin Gertrude Stein im Filmdrama Warten auf den Mond. In den 1990er-Jahren folgten einige Nebenrollen in Filmen wie Mary Reilly (als Mutter von Julia Roberts’ Hauptfigur) sowie in verschiedenen Fernsehserien. Eine Hauptrolle spielte sie 1999 in der Komödie East is East als Mutter einer britisch-pakistanischen Familie, ihren Film-Ehemann verkörperte Om Puri. Für ihre Darstellung erhielt sie eine Nominierung für den British Academy Film Award in der Kategorie Beste Hauptdarstellerin. Im Jahr 2010 erschien mit West is West eine Fortsetzung, an dem Bassett ebenfalls mitwirkte.
Im Jahr 2002 wirkte sie an der Literaturverfilmung The Hours – Von Ewigkeit zu Ewigkeit in einer Nebenrolle mit, im darauffolgenden Jahr war sie an der Seite von Helen Mirren als eines der Kalender Girls in dem gleichnamigen Film zu sehen. 2008 trat sie in der Jane-Austen-Fernsehverfilmung Sinn und Sinnlichkeit in der Rolle der Mrs. Jennings auf, im selben Jahr war sie in dem oscarprämierten Filmdrama Der Vorleser nach dem gleichnamigen Roman von Bernhard Schlink als Gefängniswärterin Frau Brenner zu sehen. In den nachfolgenden Jahren hatte Bassett Hauptrollen in den britischen Serien Lark Rise to Candleford (2008–2011) und Grandma’s House (2010–2012). Seit 2015 spielt sie eine der Hauptrollen als Schwester Phyllis Craine in der erfolgreichen Hebammenserie Call the Midwife – Ruf des Lebens.

## Filmografie (Auswahl)
- 1987: Warten auf den Mond (Waiting for the Moon)
- 1988: Paris bei Nacht (Paris by Night)
- 1989: Traffik (Miniserie, 4 Folgen)
- 1990–1995: The Bill (Fernsehserie, 3 Folgen)
- 1991: Gib’s ihm, Chris! (Let Him Have It)
- 1991: A Small Dance
- 1995: Eine unerhörte Affäre (A Village Affair, Fernsehfilm)
- 1995: E wie Ecstasy (Loved Up, Fernsehfilm)
- 1995: Haunted – Haus der Geister (Haunted)
- 1996: Casualty (Fernsehserie, Folge 10x20)
- 1996: Mary Reilly
- 1996: No Bananas (Miniserie, 10 Folgen)
- 1996: Alive & Kicking – Jetzt erst recht! (Indian Summer)
- 1997: Oscar und Lucinda (Oscar and Lucinda)
- 1998: Far from the Madding Crowd (Fernsehfilm)
- 1998: Out of Hours (Miniserie, 6 Folgen)
- 1999: East is East
- 1999: Beautiful People
- 2000: Don Quichotte (Don Quixote, Fernsehfilm)
- 2001: The Martins
- 2002: The Hours – Von Ewigkeit zu Ewigkeit (The Hours)
- 2003: Frühgeboren (This Little Life, Fernsehfilm)
- 2003: Kalender Girls (Calendar Girls)
- 2004–2005: The Brief (Fernsehserie, 8 Folgen)
- 2005: Geliebte Lügen (Separate Lies)
- 2005: Kinky Boots – Man(n) trägt Stiefel (Kinky Boots)
- 2007: Inspector Barnaby (Midsomer Murders, Fernsehserie, Folge 10x02)
- 2008: Sinn und Sinnlichkeit (Sense and Sensibility, Miniserie)
- 2008: Cass – Legend of a Hooligan (Cass)
- 2008: Der Vorleser (The Reader)
- 2008–2011: Lark Rise to Candleford (Fernsehserie, 36 Folgen)
- 2010: West is West
- 2010–2012: Grandma’s House (Fernsehserie, 12 Folgen)
- 2012: The Life and Adventures of Nick Nickleby (Miniserie, 5 Folgen)
- 2013: Die Spione von Warschau (Spies of Warsaw, Miniserie, 4 Folgen)
- 2014: Effie Gray (Effie)
- 2015–2016: Twirlywoos (Fernsehserie, 22 Folgen)
- seit 2015: Call the Midwife – Ruf des Lebens (Call the Midwife, Fernsehserie)
- 2017: Carnage: Swallowing the Past (Carnage)
- 2022: Strike (Fernsehserie, 3 Folgen)
- 2023: Die unwahrscheinliche Pilgerreise des Harold Fry (The Unlikely Pilgrimage Of Harold Fry)